# Wielki Order św. Zygmunta
Wielki Order św. Zygmunta – odznaczenie diecezji płockiej ustanowione 20 kwietnia 1994 przez biskupa Zygmunta Kamińskiego. Najwyższe odznaczenie diecezjalne, przyznawane osobom szczególnie zasłużonym dla miejscowego kościoła, wykazującym się przywiązaniem do wartości ewangelicznych.
Order tworzy czteroramienny krzyż maltański wykonany ze złoconego tombaku i jednostronnie emaliowany. Emaliowane na czerwono ramiona krzyża wieńczą cztery złote korony, a między ramionami znajdują się cztery złote lilie. Pośrodku ramion umieszczony złoty medalion z wizerunkiem hermy św. Zygmunta. U góry krzyż podwieszony jest na metalowej przywieszce z emaliowanym herbem kapituły katedralnej. Order noszony jest na szyi na wstążce o szerokości 38,00 mm w barwach Płocka (niebieski-czerwony-żółty) z amarantowym obrzeżem nawiązującym do kolorystki biskupiej sutanny.
Ustanowienie orderu związane była z budową Pomnika upamiętniającego wizytę Jana Pawła II w Płocku (7–8 VI 1991). Pierwsze wręczenie Wielkiego Orderu Świętego Zygmunta miało miejsce podczas odsłonięcia pomnika 20 IV 1994 i wówczas uhonorowano tym odznaczeniem osoby fizyczne i instytucje, które przyczyniły się do powstania tego pomnika.

## Odznaczeni
Niektórzy odznaczeni:
- 20 kwietnia 1994:
  - Andrzej Drętkiewicz
  - Józef Gutowski – Sekretarz Społecznego Komitetu Budowy Pomnika Jana Pawła II w Płocku, radny Płocka
  - abp Adam Maida
  - Caritas diecezji płockiej
  - Petrochemia Płock S.A.
  - Przedsiębiorstwo Eksploatacji Rurociągów Naftowych „Przyjaźń” w Płocku
- 1999
  - abp Józef Kowalczyk[potrzebny przypis][5]
- 2005
  - Adam Struzik
- 2007
  - ks. Ireneusz Mroczkowski[6]